# Dromopanthera leiodon
Dromopanthera leiodon — вид вимерлих хижих ссавців з родини котових (Felidae). Дромопантера жила у верхньому міоцені (близько 8 мільйонів років тому), її викопні останки були знайдені в Греції.

## Опис
Ця тварина відома лише з одної нижньощелепної кістки, тому спробувати повну реконструкцію неможливо. Нижня щелепа разом з іклом, четвертим премоляром і першим моляром дуже нагадує нижню щелепу пантероподібних істот, таких як пума. Нижня щелепа була міцною, і в області підборіддя було два великі отвори. Четвертий премоляр і перший моляр були видовжені й мали добре розвинені пояски. Зі структури лунки здається, що третій премоляр, якого немає у скам'янілості, був досить міцним і подовженим. Діастема між цим зубом і іклом була дуже короткою.

## Класифікація
Вперше описаний Weithofer у 1888 році, ця тварина відома лише з нижньої щелепи з верхньоміоценових ґрунтів Пікермі (Греція); спочатку вид був описаний під назвою Felis leiodon. Лише в 1929 році Міклош Крецой встановив рід Dromopanthera для цієї скам'янілості. Достовірність роду та виду лишаються непевними, оскільки іноді Dromopanthera leiodon вважається синонімом інших таксонів.